# 瓦哈卡谷

以中央山谷為中心的瓦哈卡州地區

瓦哈卡谷（英語：Oaxaca Valley），也簡稱為瓦哈卡河谷，是位於墨西哥南部瓦哈卡州的一個地理區域。在行政方面，它被定義為包括埃特拉區、中心區、扎奇拉區、齊馬特蘭區、奧科特蘭區、特拉科盧拉區和埃胡特拉區。